# 25175 Lukeandraka
25175 Lukeandraka è un asteroide della fascia principale. Scoperto nel 1998, presenta un'orbita caratterizzata da un semiasse maggiore pari a 2,5405423 UA e da un'eccentricità di 0,1473554, inclinata di 3,76345° rispetto all'eclittica.